# Aleksita
L'aleksita és un mineral de la classe dels sulfurs, que pertany al grup de l'aleksita. Anomenada així per la seva localitat tipus, la mina d'or d'Alekseevskoye (Rússia).

## Característiques
L'aleksita és una sulfosal de fórmula química PbBi₂Te₂S₂. Cristal·litza en el sistema trigonal. La seva duresa a l'escala de Mohs és 2,5.
Segons la classificació de Nickel-Strunz, l'aleksita pertany a «02.GC - Poli-sulfarsenits» juntament amb els següents minerals: hatchita, wal·lisita, sinnerita, watanabeïta, simonita, quadratita, manganoquadratita, smithita, trechmannita, kochkarita, poubaïta, rucklidgeïta, babkinita, saddlebackita, tvalchrelidzeïta i mutnovskita.

## Formació i jaciments
D'origen hidrotermal en vetes de quars i sulfurs.